# District d'Épinal
Le district d'Épinal est une ancienne division territoriale française du département des Vosges de 1790 à 1795.
Il était composé des cantons de Épinal, Domevre sur Arviere, Grancourt et Xertigni.